# Мамин, Аскар Узакпаевич
Аска́р Уза́кпаевич Ма́мин (каз. Асқар Ұзақбайұлы Мамин / Asqar Ūzaqbaiūly Mamin; род. 23 октября 1965, Целиноград, Казахская ССР, СССР) — казахстанский государственный и политический деятель. Премьер-министр Казахстана (25 февраля 2019 — 5 января 2022).
Занимал должности акима города Астаны, а также министра транспорта и коммуникаций Республики Казахстан (2005—2006), первого заместителя премьер-министра Республики Казахстан (2016—2019) и премьер-министра Республики Казахстан (2019—2022).

## Биография
Происходит из рода канжыгалы племени аргын. Родился 23 октября 1965 года. Окончил Целиноградский инженерно-строительный институт, Российскую экономическую академию им. Г. В. Плеханова по специальности инженер-строитель, экономист.
Трудовую деятельность начал монтажником треста «Целинтяжстрой».
С 1988 по 1991 годы служил в в органах Управления внутренних дел Целиноградского облисполкома.
В 1991—1993 годах — заместитель генерального директора Союза инновационных предприятий.
В 1993—1996 годах — генеральный директор СП «Интер-Ишим».
С 1996 по 2008 год — первый заместитель акима города Астаны, вице-министр транспорта и коммуникаций, первый вице-министр индустрии и торговли, министр транспорта и коммуникаций Республики Казахстан, аким города Астаны.
С апреля 2008 по 9 сентября 2016 года президент АО "НК «Қазақстан Темір Жолы». С сентября 2016 года председатель совета директоров "АО Национальная Компания «Қазақстан Темір Жолы».
9 сентября 2016 года назначен первым заместителем премьер-министра Республики Казахстан в правительстве Бакытжана Сагинтаева.
8 января 2018 года первый заместитель премьер-министра Аскар Мамин вошёл в совет директоров национальной компании Kazakh Tourism.
21 февраля 2019 года назначен исполняющим обязанности премьер-министра Республики Казахстан.
25 февраля 2019 года назначен на пост премьер-министра Республики Казахстан.
29 мая 2019 года Совет Евразийского банка развития избрал Аскара Мамина председателем совета ЕАБР.
5 января 2022 года на фоне массовых протестов Президент Республики Казахстан Касым-Жомарт Токаев принял отставку правительства Республики Казахстан, назначив и. о. премьера Алихана Смаилова.

## Награды
| Страна             | Дата | Награда                          | Награда                          |
| ------------------ | ---- | -------------------------------- | -------------------------------- |
| Казахстан          | 1998 | Медаль «Ерен еңбегі үшін»        | Медаль «Ерен еңбегі үшін»        |
| Казахстан          | 2006 | Кавалер ордена Курмет            | Кавалер ордена Курмет            |
| Казахстан          | 2008 | Юбилейная медаль «10 лет Астане» | Юбилейная медаль «10 лет Астане» |
| Казахстан          | 2011 | Кавалер ордена «Барыс» 2 степени | Кавалер ордена «Барыс» 2 степени |
| Казахстан / Астана | 2011 | Почётный гражданин города Астаны | Почётный гражданин города Астаны |
| Казахстан          | 2012 | Почётный железнодорожник         | Почётный железнодорожник         |
| Казахстан          | 2013 | Почётный строитель Казахстана    | Почётный строитель Казахстана    |
| Казахстан          | 2018 | Юбилейная медаль «20 лет Астане» | Юбилейная медаль «20 лет Астане» |
| Казахстан          | 2020 | Орден Назарбаева                 | Орден Назарбаева                 |

### Награды иностранных государств
| Страна     | Дата вручения | Награда                                                        | Награда                                                        | Литеры |
| ---------- | ------------- | -------------------------------------------------------------- | -------------------------------------------------------------- | --- |
| Франция    | 2013          | Кавалер ордена Почётного легиона                               | Кавалер ордена Почётного легиона                               | |
| Латвия     | 2013          | Гранд-офицер Креста Признания                                  | Гранд-офицер Креста Признания                                  | |
| Испания    | 2014          | Кавалер Большого креста ордена «За гражданские заслуги»        | Кавалер Большого креста ордена «За гражданские заслуги»        | |
| Узбекистан | 2017          | Кавалер ордена Дружбы                                          | Кавалер ордена Дружбы                                          | |
| ЕАЭС       | 29 мая 2019   | Медаль «За вклад в развитие Евразийского экономического союза» | Медаль «За вклад в развитие Евразийского экономического союза» | |
| Россия     | 5 июня 2021   | Орден Дружбы                                                   | Орден Дружбы                                                   | за большой вклад в развитие международного сотрудничества в области исследования и использования космического пространства, укрепление дружбы между народами |

### Награды иностранных организаций
| Организация | Дата вручения | Награда                                                                 | Награда                                                                 | Литеры |
| ----------- | ------------- | ----------------------------------------------------------------------- | ----------------------------------------------------------------------- | ------ |
| РПЦ         | 2010          | Кавалер ордена Святого Благоверного Князя Даниила Московского 3 степени | Кавалер ордена Святого Благоверного Князя Даниила Московского 3 степени |        |

## Галерея
- Аскар Мамин на торжественной церемонии закладки капсулы на месте будущего элеватора по приёмке, очистке, сушке и хранению зерновых культур Алма-Атинской области
- Аскар Мамин провел переговоры с вице-премьером и министром по делам президента ОАЭ
- Аскар Мамин в Москве провёл встречу с заместителем председателя правительства России Дмитрием Рогозиным
- Аскар Мамин с заместителем премьера Госсовета КНР Чжаном Гаоли
- Аскар Мамин с заместителем председателя правительства России Дмитрием Рогозиным
- Аскар Мамин с президентом Туркменистана Гурбангулы Бердымухаммедовым
- Аскар Мамин поручил начать реконструкцию дороги в районе «Алтын Орды» в Алма-Ате